# مورامانگا سوبورباینه
مورامانگا سوبورباینه (به لاتین: Moramanga Suburbaine) یک منطقهٔ مسکونی در ماداگاسکار است که در مورامانگا واقع شده‌است. مورامانگا سوبورباینه ۱۷٬۰۰۰ نفر جمعیت دارد.